# Thierry Sapyn
 (janvier 2019).
Thierry Sapyn est un réalisateur français de séries animées.

## Biographie
En 2004, Thierry Sapyn, Marc-Antoine Boidin et Florent Heitz publient Funky Cops

## Filmographie
- 2003 : Funky Cops
- 2006 : Jet Groove
- 2008 : Le Club des Cinq : Nouvelles Enquêtes